# Strelecká kotlina
Strelecká kotlina je kotlina v severovýchodním zakončení Velké Studené doliny ve výšce 1850 - 2050 m n. m., od západu uzavřená vysunutou Streleckou veží a od východu jižním hřebenem Žlté veže ve Vysokých Tatrách. Shora ji uzavírají Strelecké polia. 

## Název
Vyplývá z polohy pod Streleckou veží, která ze Streleckých polí vyrůstá jako samostatná elevace. 